# Ecología pública
- No confundir con Ecología social

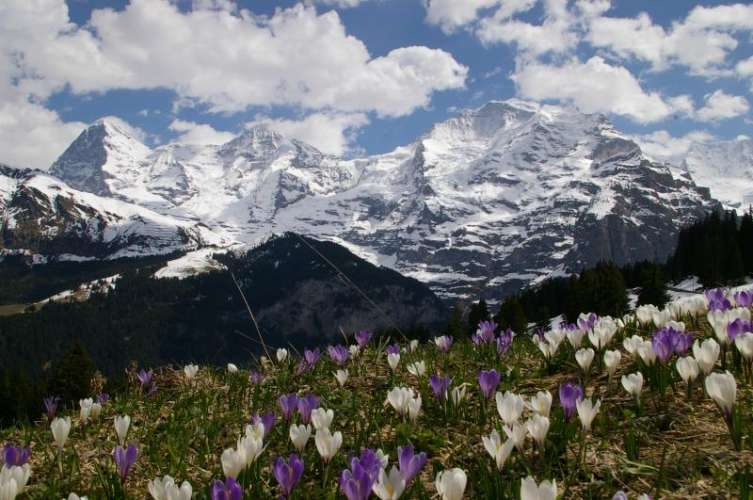
Ecología pública, el acceso a las bondades de la tierra basados en educación y conocimiento general

La idea de la Ecología Pública ha emergido recientemente en respuesta al gran incremento en las disparidades sobre la percepción de las preocupaciones políticas, sociales y medioambientales.
De particular interés son los procesos que generan, evalúan y aplican conocimientos en áreas políticas, sociales y medioambientales
La ecología pública ofrece la forma de enmarcar problemas de sostenibilidad, dinámicas en comunidades y preocupaciones sociales, fauna, flora y todo aquello que sea parte de la calidad ambiental y sean bienes públicos. Los procesos tratan de descubrir y acordar el significado de estos bienes para poder realizar a partir de ellos decisiones y acciones de dominio público.